# Pasquale Fabbri
Pasquale Fabbri (Galeata, Emília-Romanya, 2 d'abril de 1942) és un ciclista italià, ja retirat, que fou professional entre 1963 i 1967. En el seu palmarès destaca la segona posició a la Volta a Catalunya de 1964 i la victòria a la Sàsser-Càller de 1966.

## Palmarès
- 1964
  - 2n a la Volta a Catalunya

- 1966
  - 1r a la Sàsser-Càller

### Resultats al Giro d'Itàlia
- 1965. 59è de la classificació general

### Resultats al Tour de França
- 1966. Fora de control (16a etapa)

### Resultats a la Volta a Espanya
- 1966. Abandona (18a etapa)